# Seonam Girls High School Investigators
Seonam Girls High School Investigators (en hangul, 선암여고 탐정단) también conocida en español como Los investigadores de la secundaria de chicas Seonam, es una serie de televisión surcoreana emitida originalmente entre 2014-2015 y protagonizada por Jin Ji Hee, Kang Min Ah, Lee Hye ri, Lee Min Ji, Stephanie Lee y Kim Min Joon.
Fue emitida por la cadena de cable JTBC desde el 16 de diciembre de 2014 hasta el 18 de marzo de 2015, con una longitud de 14 episodios que fueron emitidos cada miércoles a las 23:00 (KST). Está basada en la novela del mismo título, escrita por Park Ha Ik. La serie fue ampliamente reconocida por mostrar el primer beso lésbico en la televisión surcoreana, durante la emisión del 25 de febrero de 2015.
Inicialmente estuvo planeada para 16 episodios con la posibilidad de una segunda temporada, pero debido a la baja audiencia se decidió reducir a 14 y finalizar con el proyecto original.

## Argumento
Cinco estudiantes de la Escuela Secundaria de Niñas Seonam forman un club de detectives, y se disponen a resolver misterios alrededor de ellas, como la intimidación, el aborto y el suicidio.

## Reparto

### Principal
- Jin Ji Hee como Ahn Chae Yool.
- Kang Min Ah como Yoon Mi Do.
- Lee Hye Ri como Lee Ye Hee.
- Lee Min Ji como Kim Ha Jae.
- Stephanie Lee como Choi Sung Yoon.
- Kim Min Joon como Ha Yeon Joon.

### Secundario
Gente cercana de Ahn Chae Yool.
- Han Ye Joon como Ha Ra Ohn.
- Lee Seung Yeon como Oh Yoo Jin.
- Jang Ki Yong como Ahn Chae Joon.
- Choi Deok-moon como Ahn Hong-min.

Estudiantes
- Jo Shi Yoon como Oh Hae Ni.
- Han Ji Ahn como Nam Hyo Joo.
- Heyne como Hong Dani.
- Kyung Ji Eun como Seo Yi Na.
- Jung Yeon Joo como Park Se Yoon.
- Chun Young-min como Jo Ah Ra.
- Kim So Hye como Han Soo Yeon.
- Kang Sung Ah como Park Eun Bin.
- Han Seo Jin como Hwang Hye Ra.
- Lee Joo Woo como Choi Mi Rae.
- Choi Joo Ri como Shim Yoon Kyung.

Profesores
- Hwang Seok Jeong como Lee Yeo Joo.
- Kim Sung Yoon como Jung Dong Soo.[5]
- Kim Hye-na como Shin Jang Mi.[5]

### Otros
- Lee Jung Hwan como Jugador.
- Lee Jae Kyun como Choi Chang Hyun.
- Kim Byung Choon como Dueño de la pasteleria.
- Kim Jung Kyun como Padre de Mi Do.
- Guillaume Patry como Amigo de Chae Joon.
- Kang Joo Hee como Presentador.
- Hwang Shin Jung como Madrastra de Ra Ohn.
- Bae Young Joon como Manager Ra Ohn.
- Baek Bong Ki como Kyung Jang Hyun.
- Kim Young Sun como Go Mi Ja.
- Lee Byung Wook como Han In Soo.

## Audiencia
| Ep. # | Fecha de emisión        | AGB Nielsen |
| ----- | ----------------------- | ----------- |
| 1     | 16 de diciembre de 2014 | 1.432 %     |
| 2     | 23 de diciembre de 2014 | 0.914 %     |
| 3     | 30 de diciembre de 2014 | 0.529 %     |
| 4     | 6 de enero de 2015      | 0.831 %     |
| 5     | 13 de enero de 2015     | 0.794 %     |
| 6     | 20 de enero de 2015     | 0.858 %     |
| 7     | 27 de enero de 2015     | 0.856 %     |
| 8     | 4 de febrero de 2015    | 0.995 %     |
| 9     | 11 de febrero de 2015   | 0.886 %     |
| 10    | 18 de febrero de 2015   | 0.525 %     |
| 11    | 25 de febrero de 2015   | 0.826 %     |
| 12    | 4 de marzo de 2015      | 0.673 %     |
| 13    | 11 de marzo de 2015     | 0.883 %     |
| 14    | 18 de marzo de 2015     | 0.881 %     |